# Patella ulyssiponensis
Patella ulyssiponensis är en snäckart som beskrevs av Gmelin 1791. Patella ulyssiponensis ingår i släktet Patella och familjen skålsnäckor. Inga underarter finns listade i Catalogue of Life.

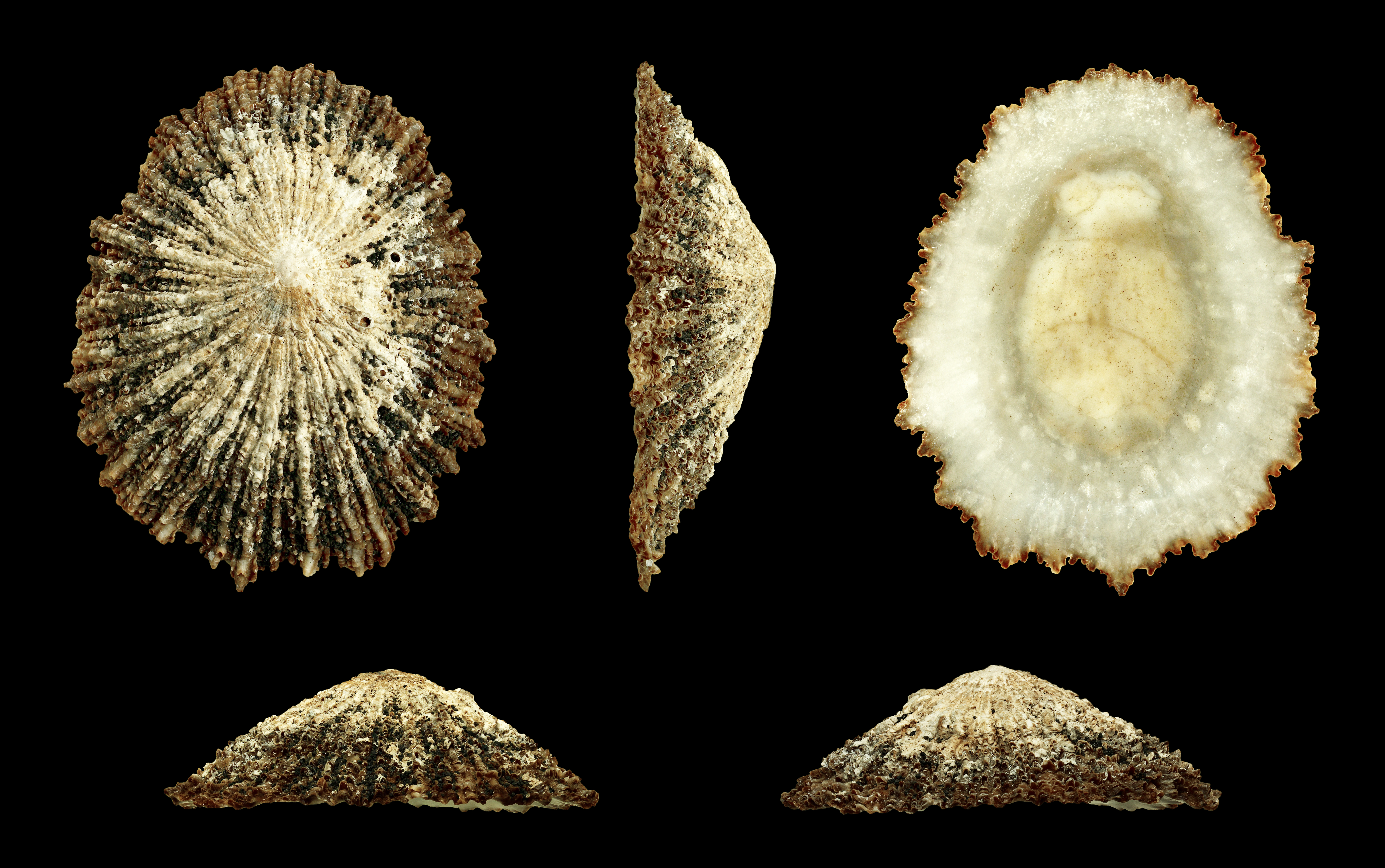
Patella ulyssiponensis f. tenerifeae
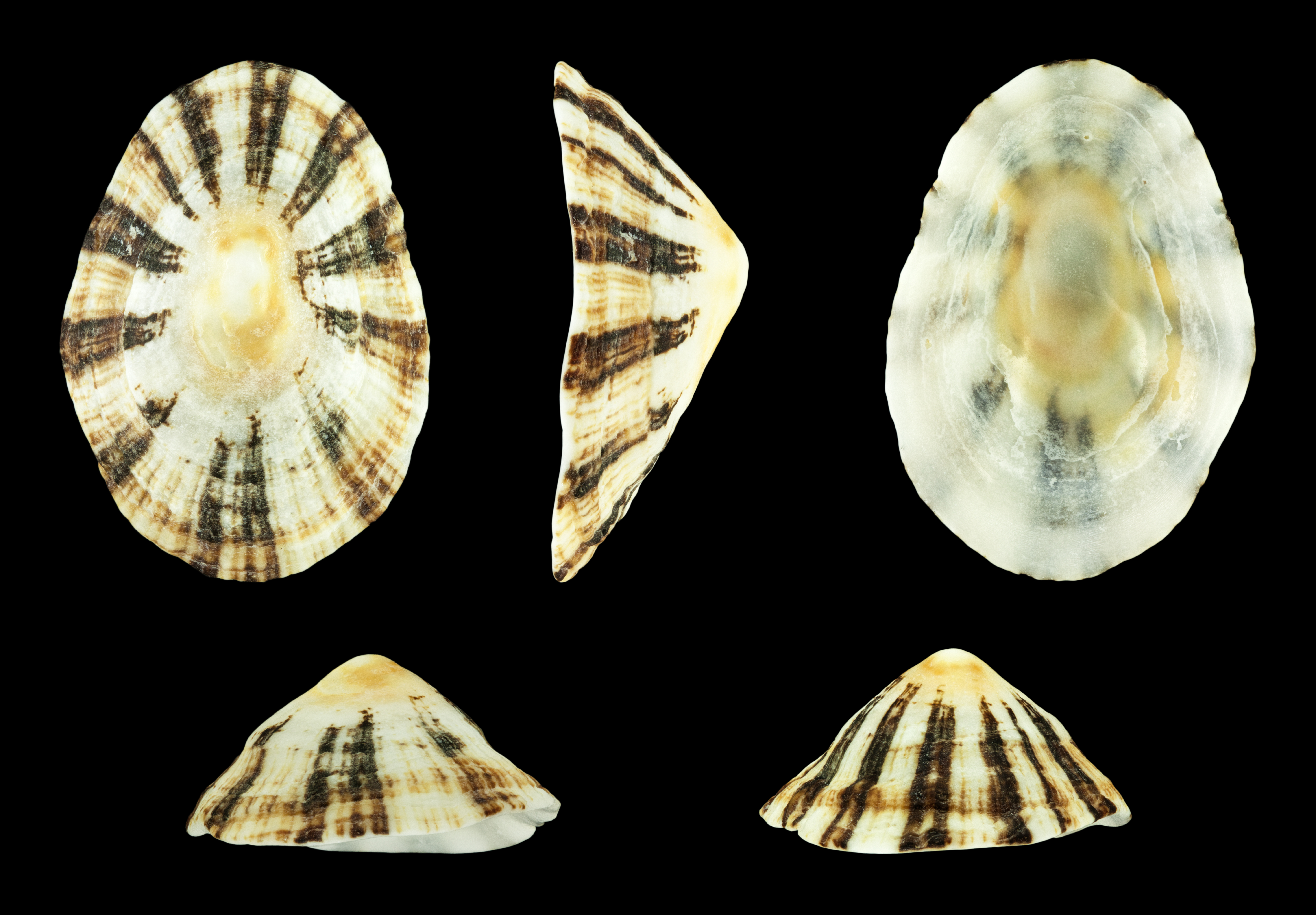
Patella ulyssiponensis f. athletica